# Časová osa války Izraele s Hamásem (libanonská hranice)
Toto je časová osa konfliktu mezi Izraelem a islamistickou organizací Hizballáh sídlící v Libanonu, který je součástí války Hamásu s Izraelem. Konflikt se započal 8. října 2023, kdy Hizballáh svými přeshraničními útoky vyjádřil podporu palestinskému hnutí Hamás, který 7. října 2023 svým útokem na Izrael válku zahájil a trvá doposud. K útokům proti Izraeli se na straně Hizballáhu přidaly i další menší ozbrojené skupiny. Izrael na útoky odpovídal leteckými a dělostřeleckými útoky a cíleným zabíjením osob zapojených do konfliktu na libanonském území. Ukončení útoků proti Izraeli Hizballáh podmiňoval uzavřením příměří mezi Izraelem a Hamásem. Přestože byly útoky Hizballáhu vedeny z Libanonu, Libanon, ani libanonská armáda nejsou považovány za strany konfliktu.  
Poté, co koncem září 2024 zahájil zabitím Hasana Hasralláha Izrael vražednou kampaň proti vůdcům Hizballáhu, vstoupily jednotky IOS do Libanonu v rámci pozemní ofenzivy. Válka mezi Izraelem a Hizballáhem tak získala na intenzitě. Skončila uzavřením příměří zprostředkovaným USA a Francií, které vstoupilo v platnost 27. listopadu 2024. 

## 2025

### Leden

#### Středa 1. ledna - neděle 5. ledna
IOS ve svém prohlášení 2. ledna uvedly, že zničily raketomety středního doletu ve vojenské základně Hizballáhu v jižním Libanonu poté, co to, přes upozornění ze strany IOS neprovedla libanonská armáda. Podle zprávy izraelské veřejnoprávní televize Kan ze 4. ledna může IOS odložit své stažení z jižního Libanonu, protože libanonská armáda neplní podmínky příměří a rozmisťuje se v oblasti příliš pomalu. Navíc se objevují známky toho, že se Hizballáh přeskupuje. Mírové síly UNIFIL 5. ledna obvinily Izrael z porušování poté, co bylo vojáky UNIFIL zaznamenáno záměrné ničení majetku mírových jednotek izraelskými jednotkami. Vůdce Hizballáhu Najím Kásem varoval, že Hizballáhu dochází trpělivost s izraelským porušováním příměří.

#### Pondělí 6. ledna - neděle 12. ledna
Libanonská armáda 6. ledna uvedla, že se v koordinaci s Mírovými silami UNIFIL její jednotky rozmístily kolem jiholibanonského města Naqoura potá, co se z prostoru stáhy jednotky IOS. IOS podle vlastního prohlášení provedly 11. ledna dronový útok ve vesnici Kounine proti skupině příslušníků Hizballáhu. Podle libanonského ministerstva zdravotnictví byly při útoku zraněny 2 osoby. Libanonská armáda ve svém prohlášení oznámila, že dokončuje rozmístění jednotek v západním sektoru jižního Libanonu po stažení IOS a v koordinaci s UNIFIL a pětičlenným výborem, který dohlíží na příměří mezi Izraelem a Libanonem. Podle libanonských médií zaútočily izraelské jednotky 12. ledna v jiholibanonské obci Houmine al-Faouqa v okrese Nabatíja a v oblasti Janta v údolí BikáPodle IOS bylo zasaženo několik cílů Hizballáhu, poté co byly tzto hrozby izraelskou armádou nahlášeny, ale nebyly řešeny.

#### Pondělí 13. ledna - neděle 19. ledna
Ze snahy znovu získat sílu a znovu se vyzbrojit s íránskou pomocí obvinil izraelský velvyslanec v OSN Hizballáh. Podle velvyslancova tvrzení dochází k vojenskému posilování Hizballáhu v blízkosti základan Mírových sil UNIFIL. Syrské ředitelství veřejné bezpečnosti 17. ledna oznámilo, že zmařilo pokus propašovat zbraně, včetně íránských bezpilotních letounů Šahíd do Libanonu přes ilegální hraniční přechod v oblasti Tartous. Izrael se domnívá, že se jedná o zbraně od bývalého Asadova režimu v Sýrii a adresátem by mohl být Hizballáh.

#### Pondělí 20. ledna - neděle 26. ledna
Dne 21. ledna izraelské dělostřolectvo ostřelovalo nespecifikovaný cíl poblíř Charchouby, v guvernorátu Nabatíja, v jižním Libanonu.IOS ve svém prohlášení 22. ledna uvedly, že během náletu zničily poblíž hory Dov v jihozápadním Libanonu protitankové odpalovací zařízení, raketomety, kulomety a rakety Hizballáhu namířené na izraelské území. Izrael 23. ledna ve svém prohlášení prohlášení uvedl, že dohoda o příměří s Hizballáhem není implementována dostatečně rychle. Došlo k pozitivním pohybům, kdy libanonská armáda a UNIFIL nahradily síly Hizballáhu, řekl mluvčí izraelské vlády David Mencer a dodal, že ... jsme ale dali jasně najevo, že tyto pohyby nebyly dostatečně rychlé.  Od vyhlášení příměří 27. listopadu provedla libanonská armáda přibližně 500 misí s cílem zkontrolovat potenciální pozice Hizballáhu, demontovat infrastrukturu a zabavit zbraně. Podle izraelských médií by si IOS mohly v jižním Libanonu vytvořit nárazníkové pásmo. Podle libanonských bezpečnostních složek bylo v Libanonu v posledních týdnech zatčeno několik osob podezřelých ze špionáže pro Izrael. Jejich úkolem bylo předávat Izraeli informace o pohybech Hizballáhu. Podle syrské agentury SANA syrské úřady zadržely zásilku zbraní určených pro Hizballáh. Dne 26. ledna oznámil Bílý dům, že Libanon a Izrael se prostřednictvím USA dohodly na propuštění libanonských občanů zajatých IOS po 7. říjnu 2023.Podle libanonské armády jeden z jejích vojáků byl zabit a další zraněn střelbou IOS při dvou samostatných incidentech v jižním Libanonu. 

#### Pondělí 27. ledna - pátek 31. ledna
Libanonská armáda oznámila 27. ledna, že rozmístila své síly v Dajr Mimasu poté, co se izraelské stáhly z této oblasti.Podle IOS provedlo její letectvo 28. ledna v Nabatíji útok na nákladní vozidlo používané Hizballáhem k přepravě zbraní. Saúdskoarabský portál Al Arabiya zveřejnil 29. ledna na svém účtu na X video z předání velkého podzemního areálu Hizballáhu libanonské armádě. Podle médií IOS zintenzivnily leteckou aktivitu a udržují bezpilotní letouny nad Bejrútem. Zároveň Izrael pokračuje v demolici domů a infrastruktury ve vesnicích, které nacházejí pod jeho kontrolou. IOS podle vlastního prohlášení provedly 31. ledna několik leteckých útoků cíle Hizballáhu v údolí Bikáa ve východním Libanonu jako odpověď na vyslání dronu Hizballáhem na izraelské území. Podle IOS byl dron zachycen.

### Únor

#### Sobota 1. února - neděle 9. února
Podle NNA pokračoval Izrael 1. února v demolici objektů v Kfar Kila v jižním Libanonu.Generální tajemník Hizballáhu Najím Kásim ve svém projevu 2. února přiznal utrpěné ztráty, ale prohlásil, že bylo dosaženo významného vítězství, když bylo Izraeli zabráněno, aby zcela zničit Hizballáh a dále řekl, že... lidový odpor je integrován s libanonskou armádou a ozbrojeným džihádistickým odporem.Informace libanonských médiích o izraelských leteckých útocích v oblasti Nabatíje a v údolí Biká z 6. února následně potvrdily IOS s tím, že útoky byly vedeny na skladiště zbraní Hizballáhu. Podle IOS zahynul společně se svou rodinou 7. února jeden z velitelů Hizballáhu poté, co při manipulaci omylem odpálil připravenou nástražnou nálož. IOS uvely, že 8. února provedly letecký útok v údolí Biká. Cílem byli operativci Hizballáhu operující v místě výroby a skladování strategických zbraní. Podle libanonské agentury NNA výsledkem bylo 6 mrtvých a 2 zraěné osoby. IOS 9. února potvrdily letecké útoky na cíle Hizballáhu, včetně tunelu mezi Libanonem a Sýrií, který byl podle IOS používán Hizballáhem k pašování zbraní.

#### Pondělí 10. února - neděle 16. února
Podle médií zabavila libanonská armáda během razií velké množství zbraní v soukromých domech v provincii Hermel v jižním Libanonu. Podle libanonské agentury NNA vedly izraelské jednotky 12. února palbu směrem na předměstí jiholibanonského města Bint Džbejl na nespecifikovaný cíl. 13. února IOS oznámily, že v jižním Libanonu lokalizovaly a zničily sklad zbraní. IOS oznámily, že během večerního útoku zabily v jižním Libanonu Abbáse Ahmada Hamúda, prominentního příslušníka Hizballáhu zodpovědného za bezpilotní prostředky hnutí.Podle prohlášení Mírových jednotek OSN v Libanonu UNIFIL byl odcházející zástupce velitele UNIFIL zraněn poté, co byl napaden konvoj vezoucí pozorovatelské jednotky na letiště v Bejrútu. Podle libanonské agentury NNA byla na jihu Libanonu zabita izraelskou palbou 1 žena.

#### Pondělí 17. února - neděle 23. února
Podle prohlášení IOS ze 17. února nalezly izraelské jednotky v jiholibanonské obci Ajta aš -Šáb v soukromých domech zbraně používané Hizballáhem, včetně raketometů, raket a minometů, protitankových střel, IED, RPG, granátů a dalších zbraní.Libanonská civilní obrana 18. února uvedla, že vyzvedla 23 těl z několika pohraničních měst poté, co z nich izraelské jednotky stáhly. IOS ve svém prohlášení z 19. února uvedly, že provedly dronový útok na operativce Hizballáhu, který v jiholibanonské Ajtá aš-Šáb manipuloval se zbraněmi. Podle informací portálu Asharq Al Awsat z 20. února pokračuje libanonská armáda ve svém rozmisťování na území jižně od řeky Lítání a poprvé od zahájení války se dostala na izraelsko-libanonskou hranici. IOS ve svém prohlášení 21. února uvedly, že její letectvo zasáhlo hraniční přechody v oblasti libanonsko-syrské hranice, které Hizballáh používá při pašování zbraní na libanonské území. Podle libanonských médií izraelské letectvo provedlo 23. února nálety poblíž města Bodaj v severovýchodní části Libanonu a poblíž al-Ahmadíje v jižním Libanonu. Letadla izraelského letectva provedla několik nízkých přeletů na pohřbem zabitého vůdce Hizballáhu Nasralláha.

#### Pondělí 24. února - pátek 28. února
V interním pokynu nařídil Hizballáh 24. února svým operativcům, kteří nežijí jižně od řeky Lítání v Libanonu, aby tuto oblast opustili. Podle libanonských médií zahynuly při izraelském náletu v oblasti údolí Bikáa 25. února 2 osoby a další 2 byly zraněny. Izraelský ministr obrany Israel Kac ve svém prohlášení z 27. února uvedl, že jednotky IOS zůstanou v nárazníkové zóně v Libanonu, dokud "Libanon plně neimplementuje svou část dohody.IOS 26. února oznámila, že při leteckém útoku v Al-Qusayr v jižním Libanonu zabila Mahrana Alího Nasruddina z jednotky 4400 Hizballáhu zodpovědného za nákup a pašování zbraní do Libanonu. Podle oznámení IOS byl ve čtvrtek 27. února v oblasti Hermel v Libanonu zabit při leteckém útoku Muhammed Mahdí Alí Šahín, operativec Hizballáhu zodpovědný za nákup a pašování zbraní ze Sýrie do Libanonu. Podle zdrojů agentury Reuters bylo 28. února cestujícímu z Turecka na bejrútském mezinárodním letišti zabaveno 2,5 milionu dolarů určených pro Hizballáh.

### Březen

#### Sobota 1. března - neděle 9. března
Podle libanonského ministerstva zdravotnictví zahynul při izraelském útoku v Rešknanaji na jihu Libanonu 4. března 1 člověk, podle IOS se jednalo o Hajdara Hašema, velitele jednotek Hizballáhu Radván zodpovědného za námořní síly Hizballáhu. IOS 5. března provedly v oblasti Naqoura v jižním Libanonu dronový útok na osoby, které nakládaly do vozidla zbraně, podle libanonských médií byly 2 osoby zraněny při sběru železného šrotu.8. března provedly IOS podle vlastního prohlášení nálety v jižním Libanonu na vojenské objekty Hizballáhu a zasáhly operativce Hizballáhu a místa používaná ke skladování zbraní a raketometů. Podle libanonských médií při útocích zahynula 1 osoba.Podle agentury NNA zemřel na infarkt 1 libanonský voják poté, co izraelští vojáci zahájili palbu na účastníky smutečního obřadu v Kfar Kila.

#### Pondělí 10. března - neděle 16. března
Podle NNA provedl Izrael 11. března 2 dronové útoky na vozidlo mezi jiholibanonskými městy Froun, Kfar Sir a Srifa. Podle IOS byl při útoku zabit Hassan Abbás Ezzedín, šéf vzdušný sil Hizballáhu v regionální jednotce Bader. Izrael v úterý 13. března uvedl, že souhlasil s rozhovory o vymezení své hranice s Libanonem a dodal, že propustí pět Libanonců zadržovaných izraelskou armádou. Podle IOS byl při útoku bezpilotního prostředku na vozidlo v jižním Libanonu 15. března zabit 1 příslušník Hizballáhu. V neděli 17. března provedlo izraelské letectvo útok na 2 operativce Hizballáhu v jižním Libanonu, kteří podle IOS prováděly sledovací operaci. Oba operativci podle NNA zahynuli, další osoby byly zraněny.

#### Pondělí 17. března - neděle 23. března
Podle libanonských médií byli při izraelském útoku na vozidlo v jižním Libanonu zraněny 17. března 2 osoby. Během večera provedly IOS další nálety v oblasti údolí Bikáa a v jižním Libanonu na infrastrukturu Hizballáhu. IOS uvedly, že 20. března provedly nálety v údolí Bikáa na infrastrukturu Hizballáhu. IOS v sobotu 22. března podle vlastního vyjádření zničily 3 rakety vypálené z Libanonu na severní Izrael. Podle libanonského ministerstva zdravotnictví byla 22. března 1 osoba zabita a 7 dalších zraněno při izraelském útoku na město Týr. Podle IOS byl při dronovém útoku na vozidlo na jihu Libanonu zabit operativec Hizballáhu.

#### Pondělí 24. března - pondělí 31. března
Podle libanonského ministerstva zdravotnictví zahynul 25. března 1 člověk při náletu izraelského bezpilotního letounu v jižním Libanonu. Podle libanonského ministerstva zdravotnictví zahynuly 27. března 3 osoby při izraelském leteckém útoku na vozidlo v Juhmor al-Šakíf. Během rána 28. března byly z Libanonu na Izrael vypáleny 2 rakety, které nezpůsobily žádné škody. IOS následně provedly odvetný úder na cíle Hizballáhu a na jihu Libanonu zničily budovu v Bejrútu používanou Hizballáhem. Hizballáh se ve svém prohlášení distancoval od raketové palby na Izrael. Podle libanonských médií Izrael vedl dělostřeleckou palbu na předměstí libanonského města Qaaqaját al-Jisr. Podle libanonských médií zahájily izraelské jednotky 29. března palbu na francouzské příslušníky hlídky UNIFIL v údolí Qatmoun. Zástupkyně zvláštního vyslance USA pro Blízký východ Morgana Ortaguse se při své druhé návštěvě snaží přesvědčit libanonskou vládu, aby se zapojila do diplomatických jednání s Izraelem. Podle prohlášení libanonské armády z 31. března byla v souvislosti odpalováním raket na Izrael zatčena řada osob, včetně libanonských a palestinských státních příslušníků.

### Duben

#### Úterý 1. dubna - neděle 6. dubna
IOS, Šin bet a Mosad ve společném prohlášení uvedly, že během nočního útoku 1. dubna v libanonském hlavním městě Bejrútu byl zabit příslušník jednotky 3900 Hizballáhu a íránských jednotek Quds IRGC Hassan Badir. Podle libanonských zdravotníků byli při útoku zabiti další 2 lidé a 7 jich bylo zraněno. IOS 3. dubna oznámily, že provedly útok bezpilotním letounem na operativce Hizballáhu v Aalma aš-Šáb na jihu Libanonu. Libanonské ministerstvo zdravotnictví oznámilo, že při útoku byl 1 člověk zraněn. Podle listu Asharq Al Awsat zrušily libanonské úřady bezpečnostní prověrky 30 zaměstnancům bejrútského letiště, s tím, že již nebudou obnoveny. Podle listu se jednalo o osoby napojené na Hizballáh. Podle libanonského ministerstva zdravotnictví byli 6. dubna při izraelském leteckém útoku libanonské město Zibqin zabity 2 osoby. Podle IOS se jednalo o 2 operativce Hizballáhu, kteří se pokoušeli obnovit teroristickou infrastrukturu.

#### Pondělí 7. dubna - neděle 13. dubna
Podle libanonského ministerstva zdravotnictví zahynul 7. dubna 1 člověk při izraelském útoku bezpilotním prostředkem poblíž Tajbehu v jižním Libanonu. Podle IOS se jednalo o jednoho z velitelů Hizballáhu.  Podle libanonských médií byli ve stejný den zabiti při izraelském útoku v okrese Marjayoun na jihu Libanonu 2 Syřani. Podle prohlášení IOS z 9. dubna se Hizballáh snaží v rozporu s příměřím v Bejrútu obnovit vojenskou výrobu. Podle libanonské televizní stanice Al Jadeed libanonská armáda poprvé vstoupila na základnu Hizballáhu na sever od řeky Lítání. Vysoký představitel Hizballáhu prohlásil, že hnutí je připraveno zapojit se do rozhovorů s libanonským prezidentem Aúnem o svých zbraních, pokud se Izrael stáhne z jižního Libanonu a zastaví své vojenské údery. Při incidentu, při kterém izraelské vozidlo vjelo omylem do minového pole na izraelsko-libanonské hranici byl vážně zraněn 1 izraelský voják.

#### Pondělí 14. dubna - neděle 20. dubna
Úřad OSN pro lidská práva vyjádřil ve své zprávě znepokojení nad ochranou libanonských civilistů, kteří jsou z důvodu pokračujících izraelských vojenských operací zabíjeni přes pokračující příměří. Podle prohlášení IOS z 16. dubna izraelské letectvo zasáhlo infrastrukturu Hizballáhu poblíž města Ramjeh v jižním Libanonu. Podle saúdského kanálu Al-Hadah 400 polních velitelů Hizballáhu nedávno opustilo Libanon spolu se svými rodinami a přestěhovalo se do jihoamerických zemí, jako je Venezuela, Ekvádor, Kolumbie a Brazílie. Podle The Times of Israel má Hizballáh v Jižní Americe vazby na zločinecké organizace, zejména v oblasti obchodu s drogami, který tvoří část příjmů Hizballáhu. Podle libanonského ministerstva zdravotnictví zabil 18. dubna izraelský letecký útok v Libanonu 1 člověka na silnici  Sidon-Chazíja, další útok poblíž Ajta al-Šáb zabil dalšího člověka. Podle IOS byl jedním ze zabitých Muhammad Džafar Mannah Asád Abdalláh, specialista Hizbaláhu zodpovědný za komunikační prostředky, druhým mrtvým byl nejmenovaný operativec Hizballáhu. Vysoký představitel Hizballáhu v rozhovoru pro rozhlasovou stanici řekl, že Hizballáh nebude diskutovat o předání těžkých zbraní libanonské armádě dokud se Izrael nestáhne z jižního Libanonu. Podle opakovaných prohlášení představitelů Hizballáhu neexistuje žádná možnost předání těžkých zbraní tohoto hnutí libanonské armádě, podle libanonských ministerských úředníků ale proces již začal a prohlášení jsou směrována na příslušníky a podporovatele Hizballáhu ve snaze připravit je na tuto skutečnost. Podle libanonské civilní obrany zahynuli při izraelských leteckých útocích během 20. dubna 2 lidé. Podle IOS byl jedním z nich Husajn Alí Nasr, zástupce šéfa Jednotky 4400 Hizballáhu. Podle IOS Nasr pomáhal pašovat zbraně a finanční prostředky do Libanonu. Podle libanonské armády bylo během týdne zatčeno při raziích několik osob, které plánovaly raketové útoky proti Izraeli. Při domovních prohlídkách byly také zabaveny rakety včetně odpalovacích zařízení. 

#### Pondělí 21. dubna - středa 30. dubna
Podle prohlášení organizace Al-Džamá al-Islamíja byl 22. dubna ráno při izraelském útoku bezpilotním letounem v Haret en-Naameh, jižně od Bejrútu zabit Hussejn Atawí, velitel ozbrojené složky Al-Džamá al-Islamíja známé jako Síly Fajr. Podle IOS spolupracoval s Hamásem na útocích proti Izraeli, stál za raketovou palbou na Izrael a řídil militantní buňky v Libanonu. Podle libanonských bezpečnostních zdrojů zatkla libanonská armádní rozvědka skupinu osob, které stály za nedávným odpalováním raket proti Izraeli. K zatčení došlo, když se skupina  připravovala na odpálení raket proti Izraeli z jižního Libanonu. 27. dubna zaútočilo izraelské letectvo na objekty Hizballáhu v jižní části Bejrútu, které IOS označily jako skladiště raket této organizace. IOS několik hodin před útokem vyzvaly obyvatele okolních domů, aby prostor opustili. 28. dubna IOS ve svém prohlášení uvedly, že za poslední měsíc zasáhly v Libanonu více než 50 cílů, jejichž existence porušovala dohodu mezi Izraelem a Libanonem. Nejmenovaný libanonský bezpečnostní činitel 30. dubna uvedl, že Libanon od listopadu 2024 zlikvidoval 90% základen Hizballáhu nacházejících se jižně od řeky Lítání. Libanonský prezident Joseph Aún v rozhovoru pro Sky News Arabia řekl, že libanonská armáda nyní kontroluje více než 85% území na jihu Libanonu.

### Květen

#### Čtvrtek 1. května - neděle 4. května
Podle libanonských médií byli 1. května 3 lidé zabiti při izraelském útoku bezpilotním letounem na na vozidlo mezi městy Majs al-Džabál a Blída v jižním Libanonu. Podle IOS v autě zahynuli operativci Hizballáhu. Podle médií libanonská armáda 2. května při razii v uprchlickém táboře Al-Beddáwí v severním Libanonu zajistila asi 800 raket patřící palestinské skupině Lidová fronta pro osvobození Palestiny - Hlavní velení. Libanonská armáda také vstoupila do třech základen Hizballáhu. Libanonská Nejvyšší rada obrany varovala Hamás před prováděním vojenských operací z libanonského území.

#### Pondělí 5. května - neděle 11. května
Podle libanonských médií izraelská armáda provedla 5. května nálety v oblasti Janta v údolí Bikáa. Podle prohlášení libanonské armády Hamás předal libanonským úřadům v průběhu dvou dnů 2 Palestince, kteří se podíleli na březnovém odpalování raket proti Izraeli z libanonského území. Podle IOS byl 6. května při leteckém útoku v Nabatíji, v jižním Libanonu zabit Adnan Harb, velitel logistiky Hizballáhu v regionální divizi Badr podílející se na obnově infrastruktury Hizballáhu a přesunech zbraní. Libanonská armáda oznámila, že 6. května přijala třetího příslušníka Hamásu, který se podílel na raketových útocích proti Izraeli, čímž počet zadržených Palestinců činí 5. Podle libanonské agentury NNA byl při leteckém útoku 7. května ráno v Sidonu zabit 1 člověk. Podle IOS šlo  Chálída Ahmada Ahmada, šéfa operací Hamásu v západní části Libanonu. Podle Hizballáhu se v září 2024 podařilo ve spolupráci s Tureckem zajistit dodávku pagerů s nastraženými výbušninami a určenými pro Libanon. Podle libanonského ministerstva zdravotnictví byl při sérii izraelských náletů 8. května zabit 1 člověk a 8 jich bylo zraněno. Podle IOS byly nálety vedeny na infrastrukturu Hizballáhu, včetně skladů zbraní a tunelových šachet.

#### Pondělí 12. května - neděle 18. května
Podle prohlášení Mírových sil OSN v Libanonu UNIFIL z 12. května bylo od začátku příměří mezi Izraelem a Hizballáhem odhaleno více než 225 skladů zbraní hnutí. Zbraně byly následně předány libanonské armádě.IOS ve svém prohlášení uvedly, že se při dvou útocích provedených 13. května zaměřily na 2 operativce Hizballáhu poblíž Beaufortova hradu a jiholibanonského města Húla. Prozatímní síly OSN v Libanonu (UNIFIL) ve svém prohlášení ze 14. května uvedly, že izraelská palba 13. května zasáhla perimetr jedné z pozic Mírových sil.Během dronového útoku 15. května byl v jiholibanonském Arnúnu zabit operativec, který se podle IOS podílel na obnově základny Hizballáhu. Sekerami a železnými tyčemi zaútočila skupina civilistů na hlídku Mírový sil OSN UNIFIL. Incident se obešel bez zranění a hlídka se vrátila na základnu v doprovodu libanonské armády.

#### Pondělí 19. května - neděle 25. května
Podle libanonských médií zahynul 19. května při izraelském dronovém útoku 1 člověk, podle IOS se jednalo o příslušníka jednotek Radwan přináležejících k Hizballáhu. Podle prohlášení IOS byl 20. května poblíž Týru při útoku bezpilotním prostředkem zabit velitel operativců Hizballáhu v této oblasti. IOS podle vlastních prohlášení zabily v jižním Libanonu 3 operativce Hizballáhu, včetně pracovníka výzkumu a vývoje zbraní Hizballáhu Hussejna Nazího Barji či místního velitele jednotky Radwan. IOS podle prohlášení během 22. května zaútočily na sklad zbraní Hizballáhu v údolí Bikáa a raketomety na jihu Libanonu. V Rab Talatin v jižním Libanonu byl při izraelském útoku 22. května zabit operativec Hizballáhu. Podle IOS bylo od začátku příměří zabito více než 150 příslušníků Hizballáhu. V Libanonu se 23. května sešla vládní pracovní skupina, která má za úkol zahájit proces odzbrojování palestinských militantních skupin v uprchlických táborech. Volby, které proběhly 24. května v jižním Libanonu jsou považovány za test podpory Hizballáhu v převážně šíitských oblastech.

#### Pondělí 26. května - sobota 31. května
Podle vůdce Hizballáhu Najíma Kásema hnutí nebude diskutovat o vzdání se svých zbývajících zbraní, dokud se Izrael nestáhne z pěti hraničních přechodů, které okupuje v jižním Libanonu, a nezastaví své nálety. Při útoku izraelského bezpilotního letounu byl 27. května v jiholibanonském Játeru zabit místní velitel Hizballáhu Nábil Baladži. Podle libanonské státní agentury NNA byl při izraelském útoku 29. května v Nabatíji zabit pracovník komunálních služeb. Podle IOS byl 31. května u Dajr ez-Zahrání v jižním Libanonu zabit Muhammad Alí Džamoul, velitel raketové jednotky Hizballáhu v oblasti hradu Beaufort.

### Červen

#### Neděle 1. června - neděle 8. června
IOS během 1. června v jižním Libanonu zabily při dronových útocích ve vesnici Arnoun operativce protitankové jednotky Hizballáhu a v Ajtá aš-Šáb zabily příslušníka raketové jednotky Hizballáhu. Od začátku příměří v Libanonu v listopadu 2024 bylo podle IOS při izraelských útocích zabito více než 180 operativců Hizballáhu.  Izraelské letectvo během 5. června zasáhlo v jižní části Bejrútu několik míst, ve kterých se podle IOS nacházela podzemní zařízení používaná Hizballáhem k výrobě bezpilotních letounů.

#### Pondělí 9. června - neděle 15. června
Podle libanonských médií zaútočil 9. června izraelský bezpilotní letoun na auto v Nmairijahu, na jihu Libanonu. Podle libanonských médií zabil izraelský útok 10. června v jižním Libanonu 2 muže a dalšího zranil. Podle IOS byli cílem útoku operativec Hizballáhu a také příslušník další militantní skupiny. Muži byli zabiti při manipulaci se zbraněmi.  Podle IOS byl v Bajt Lif v jižním Libanonu 11. června při útoku bezpilotního letounu zabit příslušník elitní jednotky Hizballáhu Radvan. Podle libanonských médií došlo 12. června poblíž měst Bajsaríja a Tebna v jižním Libanonu k izraelským náletům.

#### Pondělí 16. června - neděle 22. června
Podle IOS byli 18. června při samostatných útocích izraelských bezpilotních letounů v jižním Libanonu zabiti Jásin Izz al-Dín, velitel raketové a dělostřelecké jednotky Hizballáhu pro sektor kolem řeky Lítání a Mohammad Ahmad Chrajsí,  velitel protitankové jednotky Hizballáhu v oblasti Šibá. Později během dne byl zabit při dronovém útoku v jižním Libanonu další operativec Hizballáhu. Podle IOS byl při dronovém útoku 20. června poblíž Týru zabit 20. června Mohammed Cháder al-Husajní, velitel palebné jednotky Hizballáhu v oblasti řeky Lítání. Podle IOS izraelské námořnictvo 21. června zaútočilo na infrastrukturu Hizballáhu v oblasti Nakúra v jižním Libanonu

#### Pondělí 23. června - pondělí 30. června
IOS ve svém prohlášení uvedly, že 23. června provedly nálety zaměřené na vojenské objekty Hizballáhu severně od řeky Lítání. Při útocích byly ničeny sklady zbraní a raketomety. Podle libanonského ministerstva zdravotnictví byli 24. června při izraelském útoku 3 lidé byli zabiti poblíž vesnice Kfardajal v regionu Nabatíja v jižním Libanonu. Podle IOS byl 26. června v jižním Libanonu zničen dům, který Hizballáh využíval jako pozorovatelnu pohybu izraelských jednotek. Podle IOS byli při dvou samostatných útocích zabiti 26. června v jižním Libanonu 2 operativci Hizballáhu. Izraelské letectvo zaútočilo 27. června na zařízení Hizballáhu poblíž Beaufortova hradu v jižním Libanonu, kde se podle IOS Hizballáh snaží obnovit svou infrastrukturu. Podle libanonských médií při útoku zahynula 1 žena, podle IOS za její smrt mohla zbloudilá raketa Hizballáhu. 28. června byl 1 člověk zabit a další byl zraněn při útoku izraelského bezpilotního letounu v Kounine v jižní části Libanonu. V Týru byl bezpilotním prostředkem zasažen 1 člověk na motocyklu. Další 4 lidé byli zraněni při útoku izraelského bezpilotního letounu na dům v Šakře, v okrese Bint Džbajl na jihu Libanonu.Podle IOS útok v Mahrouně na jihu Libanonu zabil 28. června Abbáse al-Hassana Wahbího, šéfa rozvědky v praporu elitních sil Hizballáhu Radvan.